# 바오준 730
바오준 730(영어: Baojun 730, 중국어 간체자: 宝骏730, 병음: Bǎojùn 730)은 SAIC-GM-우링이 바오준 브랜드를 통해 생산하는 미니밴이다. 2014년 오토 차이나에서 출시되었으며 SAIC-GM-우링 중국 합작 투자사가 중국 시장을 위해 특별히 개발했다. 바오준은 출시 첫 해에 이 차량 25만 대를 판매했다.

## 1세대 (2014년)
1세대 730은 두 가지 4기통 엔진 옵션으로 제공된다: 1.5리터 (1,485cc) 엔진은 82 kW (110 hp; 111 PS)의 출력과 146 N·m (108 lbf·ft)의 토크를 내고, 1.8리터 (1,796cc) 엔진은 101 kW (135 hp; 137 PS)의 출력을 낸다. 서스펜션 시스템은 로터스에서 튜닝했다.

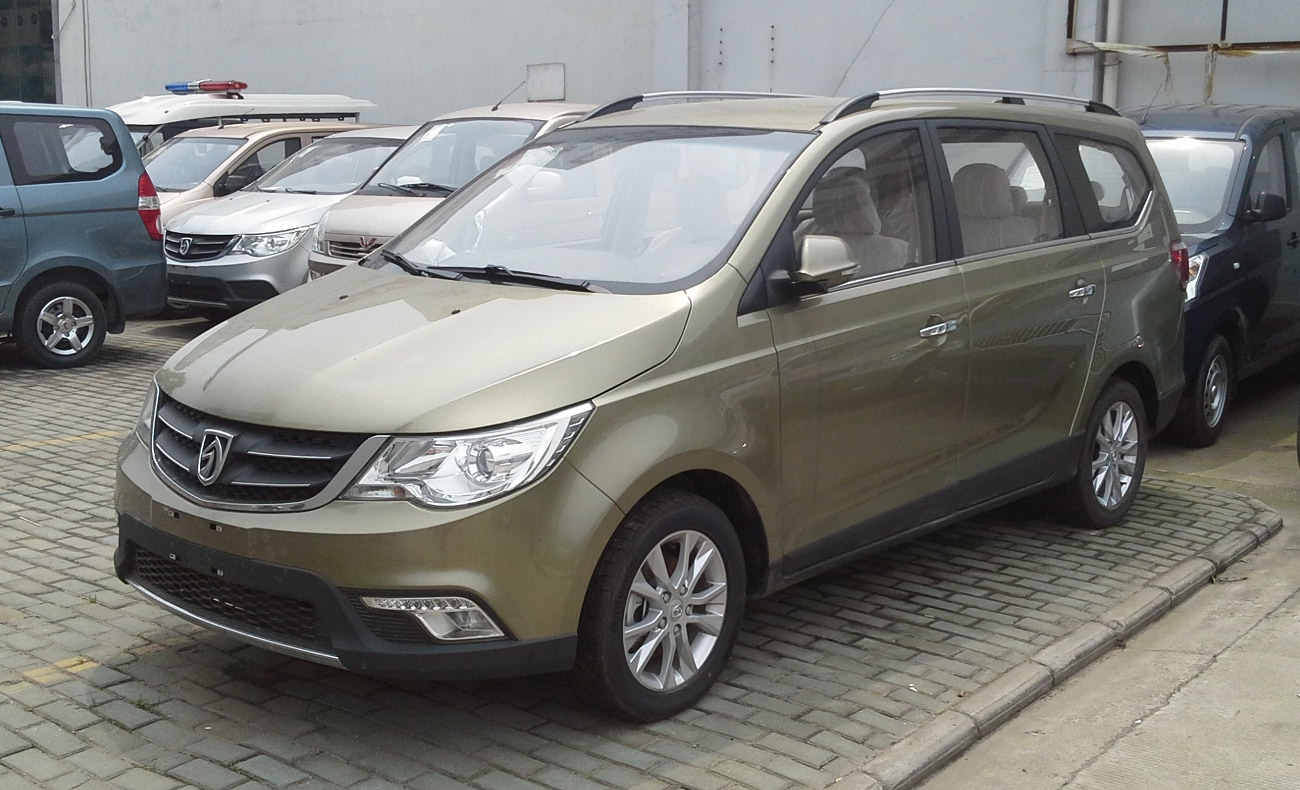
바오준 730 (페이스리프트 전)
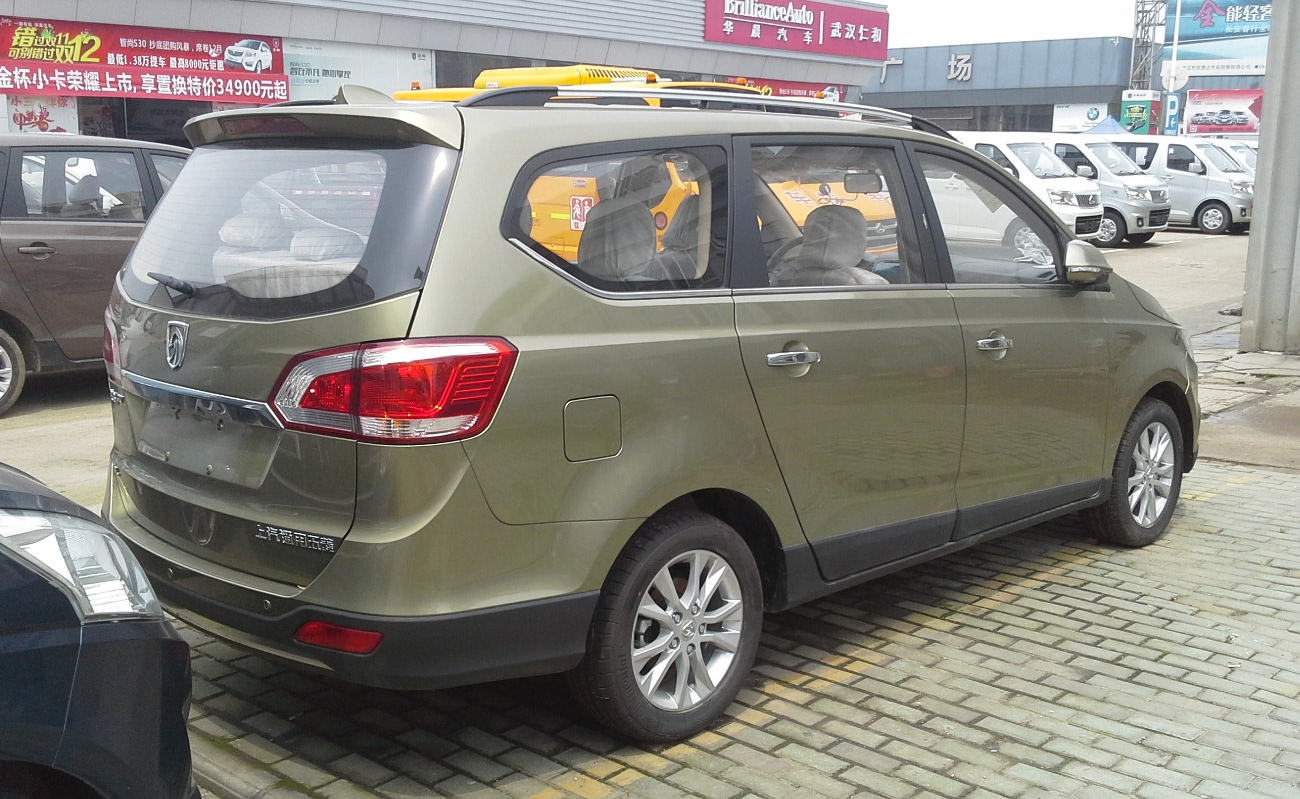
730 (페이스리프트 전)
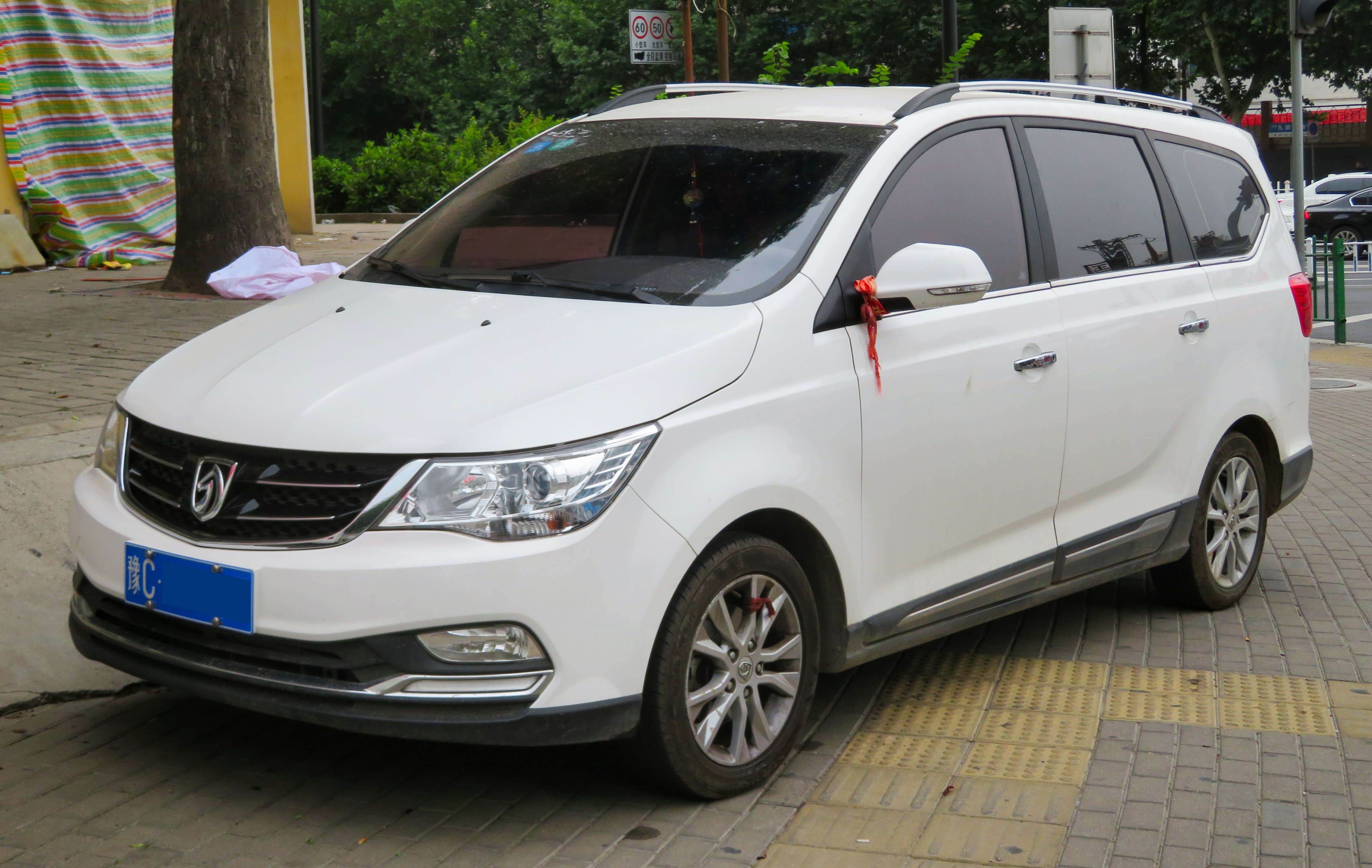
730 (페이스리프트)

## 2세대 (CN210M; 2017년)
2세대 730은 2017년 11월 말 업데이트된 파워트레인 옵션과 추가 개선 사항과 함께 발표되었다. 1세대 모델에서 사용 가능한 엔진 외에도 터보차저가 장착된 1.5리터 4기통 엔진과 6단 듀얼 클러치 변속기 옵션이 추가되었다. 이 엔진은 110 kW (148 hp; 150 PS)의 출력과 230 N·m (170 lbf·ft)의 토크를 낸다. 2세대 730에는 멀티링크 리어 서스펜션도 장착되었다.
2018년 11월에는 48V 마일드 하이브리드 버전이 라인업에 추가되었다. 이 버전은 1.5리터 터보 엔진에만 사용할 수 있으며 6단 수동 변속기와 결합되었다. 1.8리터 모델은 단종되었다.

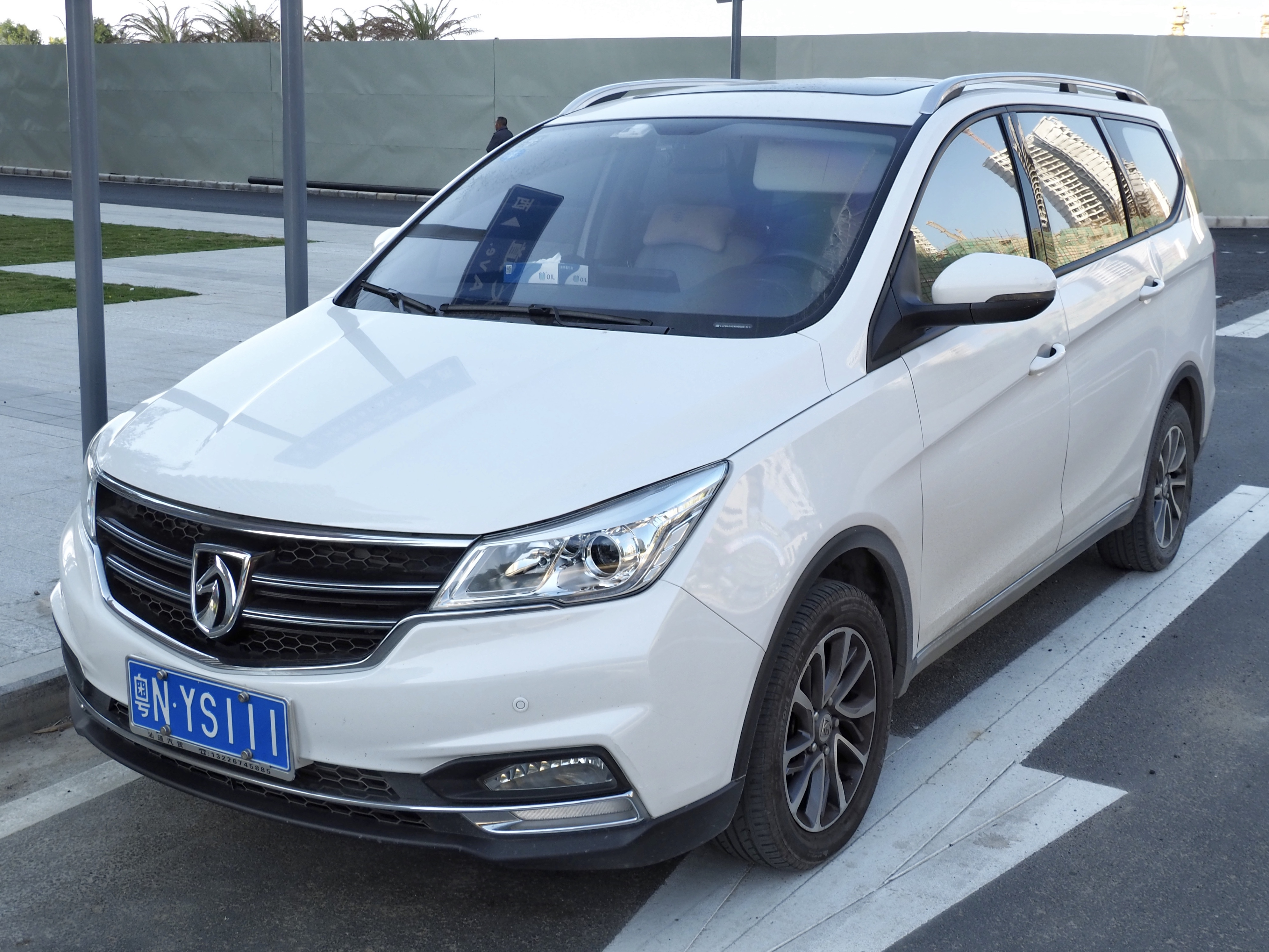
전면
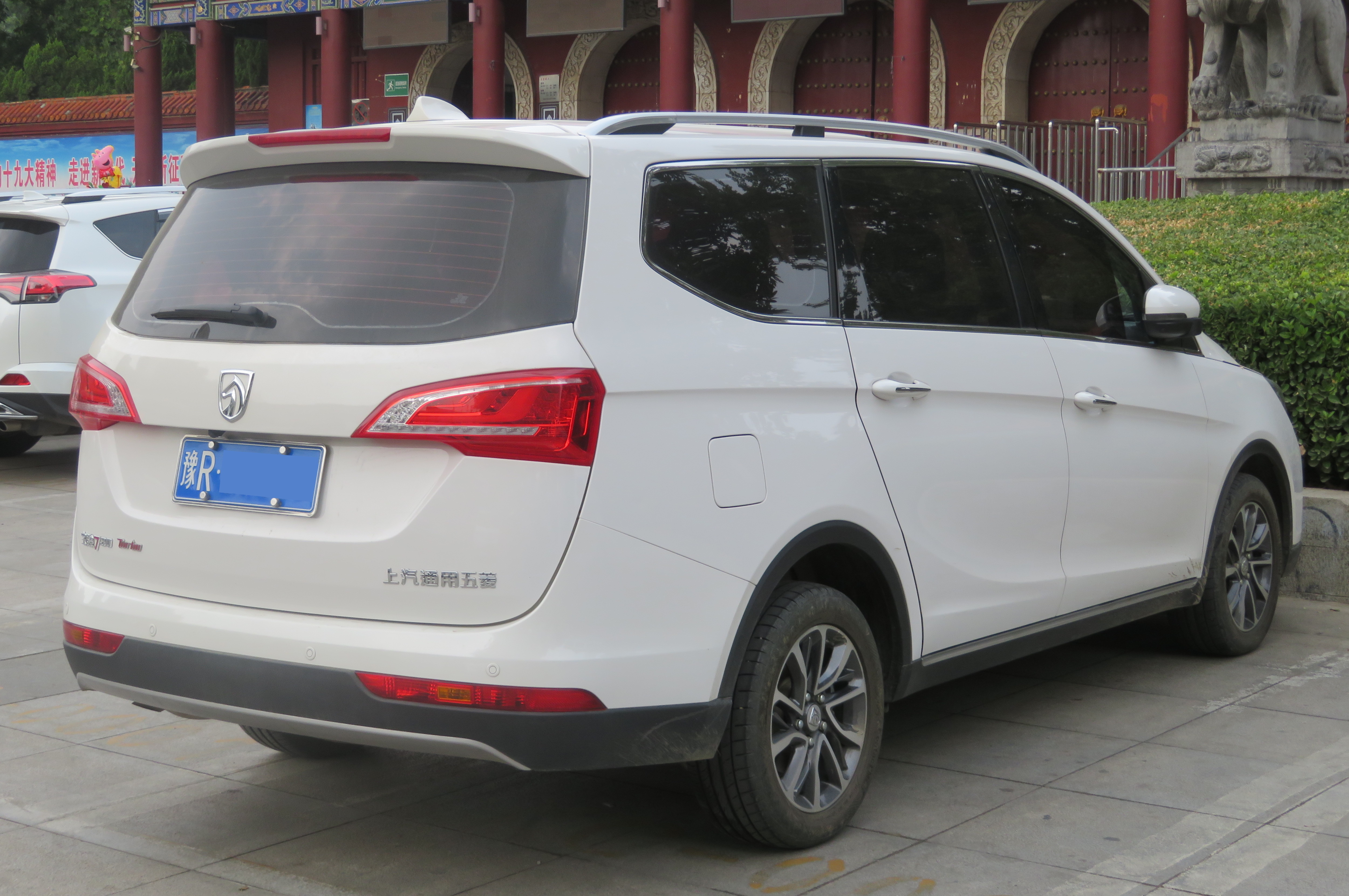
후면

### 울링 코르테스
인도네시아에서는 2세대 730이 울링 브랜드로 울링 코르테스라는 이름으로 판매된다. "코르테스"라는 이름은 스페인어 "cortés"에서 따왔으며, 이는 영어로 "공손한"을 의미한다. 이 차량은 2018년 2월 8일 C와 L 두 가지 트림 레벨로 출시되었다. 처음에는 1.8리터(1,798cc) 엔진 한 가지 옵션만 있었으며, 이 엔진은 96 kW (129 hp; 131 PS)의 출력과 174 N·m (128 lbf·ft)의 토크를 내고 6단 수동 또는 아이신이 개발한 5단 자동화 수동 유닛(i-AMT)과 결합되었다. 1.5리터 엔진 옵션은 2018년 4월에 6단 수동 변속기와 함께 추가되었으며, 이는 C 트림과 기본 모델인 새로운 S 트림에만 제공된다.
보쉬에서 공급한 연속 가변 변속기와 결합된 터보차저 1.5리터 엔진 옵션의 "코르테스 CT"는 2019년 4월부터 판매되었다. 이 차량은 또한 새로운 전면 그릴, 새로운 실내 색상, 원 푸시 시동-정지 버튼, 키리스 엔트리 및 비상 정지 신호 등 여러 개선 사항을 받았다. 이후 2020년 7월, 1.5리터 및 1.8리터 자연 흡기 엔진이 모두 단종되고 터보차저 1.5리터 엔진이 유일한 파워트레인 옵션으로 남았다. 기본 모델 CT S는 같은 달 라인업에 추가되었다. 이전 S 트림과 비교하여 엔진 커버, 엔진 후드 절연 및 3열 USB 포트가 삭제되었지만, 상위 트림과 마찬가지로 CVT 변속기를 받았다.
2021년 2월, 코르테스 CT는 브루나이 다루살람에서 출시되었다.
인도네시아 시장용 코르테스는 2022년 3월에 마이울링+ 차량 텔레매틱스 시스템과 WIND 음성 명령 시스템을 포함하도록 업데이트되었으며, 이 시스템은 인도네시아어만 지원한다. 또한 새로운 실내 색상, 알로이 휠, 10.25인치 LCD 디스플레이, 안티 핀치 파워 윈도우, 은색 울링 엠블럼 및 2열의 다목적 시트 트레이로 개선되었다. "CT" 명칭은 제거되었으며, 차량은 이제 S, CE 및 EX 트림으로 판매된다.

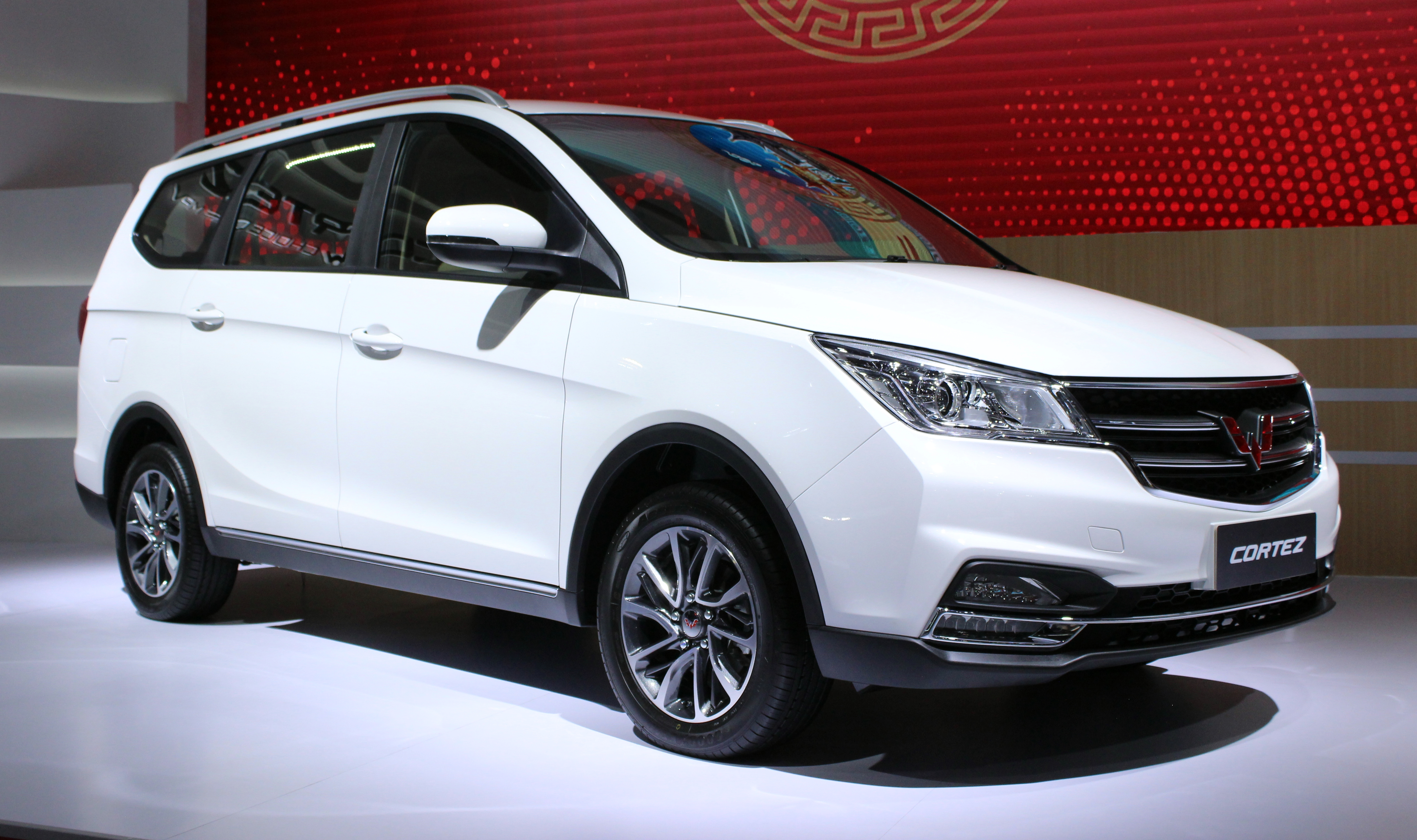
2018 울링 코르테스 1.5 C (인도네시아)
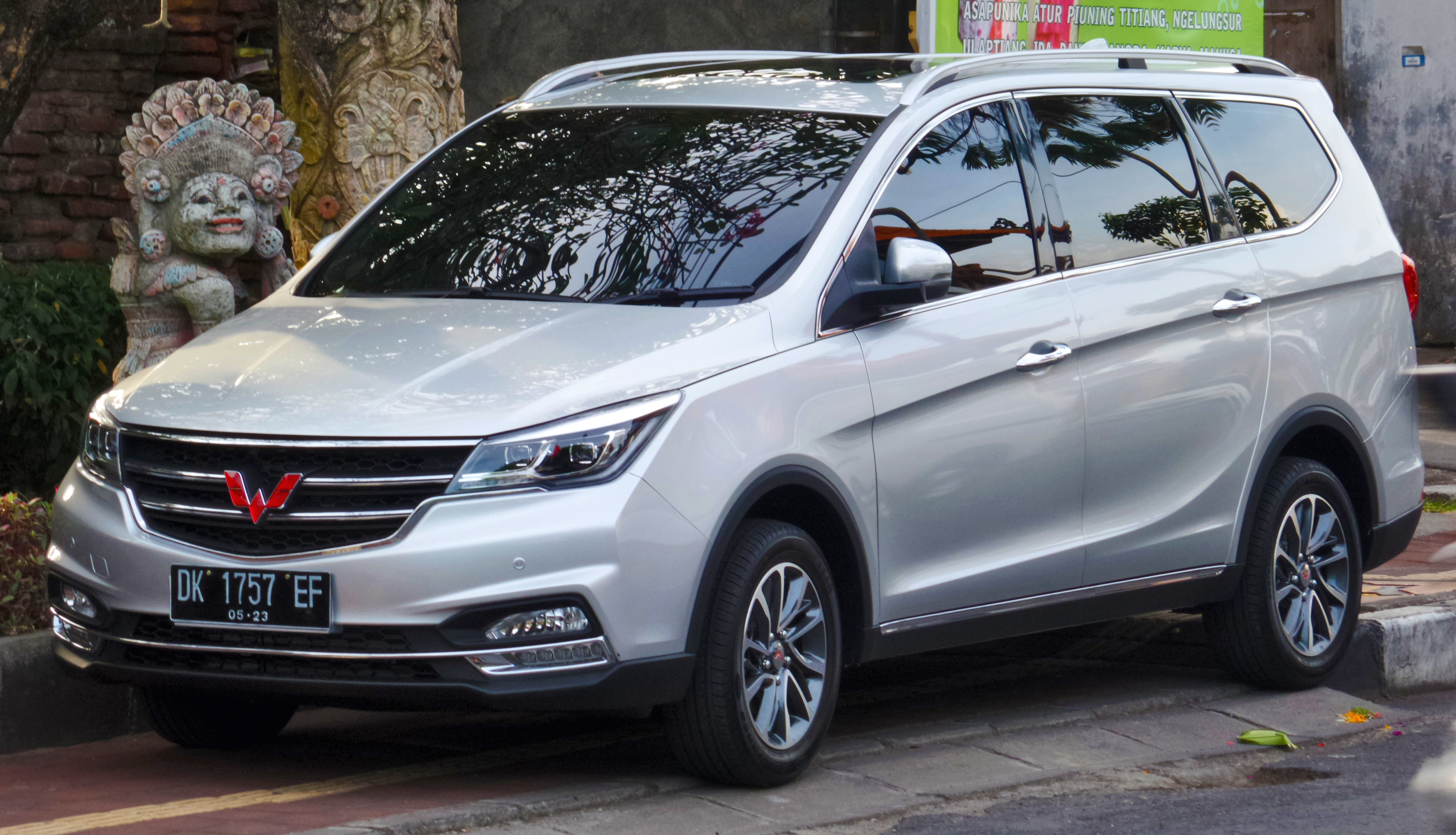
2018 코르테스 1.8 L (인도네시아)
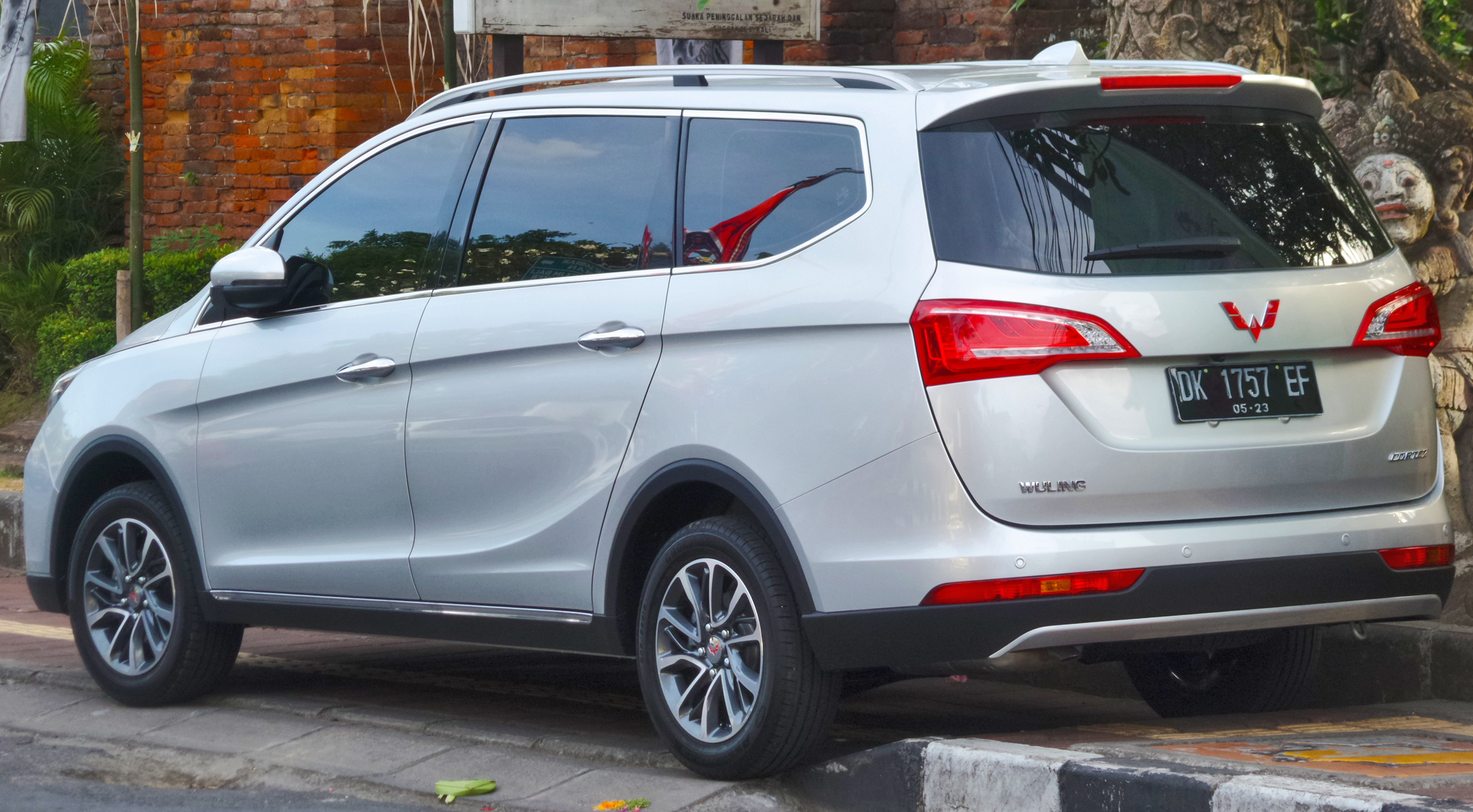
2018 코르테스 1.8 L (인도네시아)
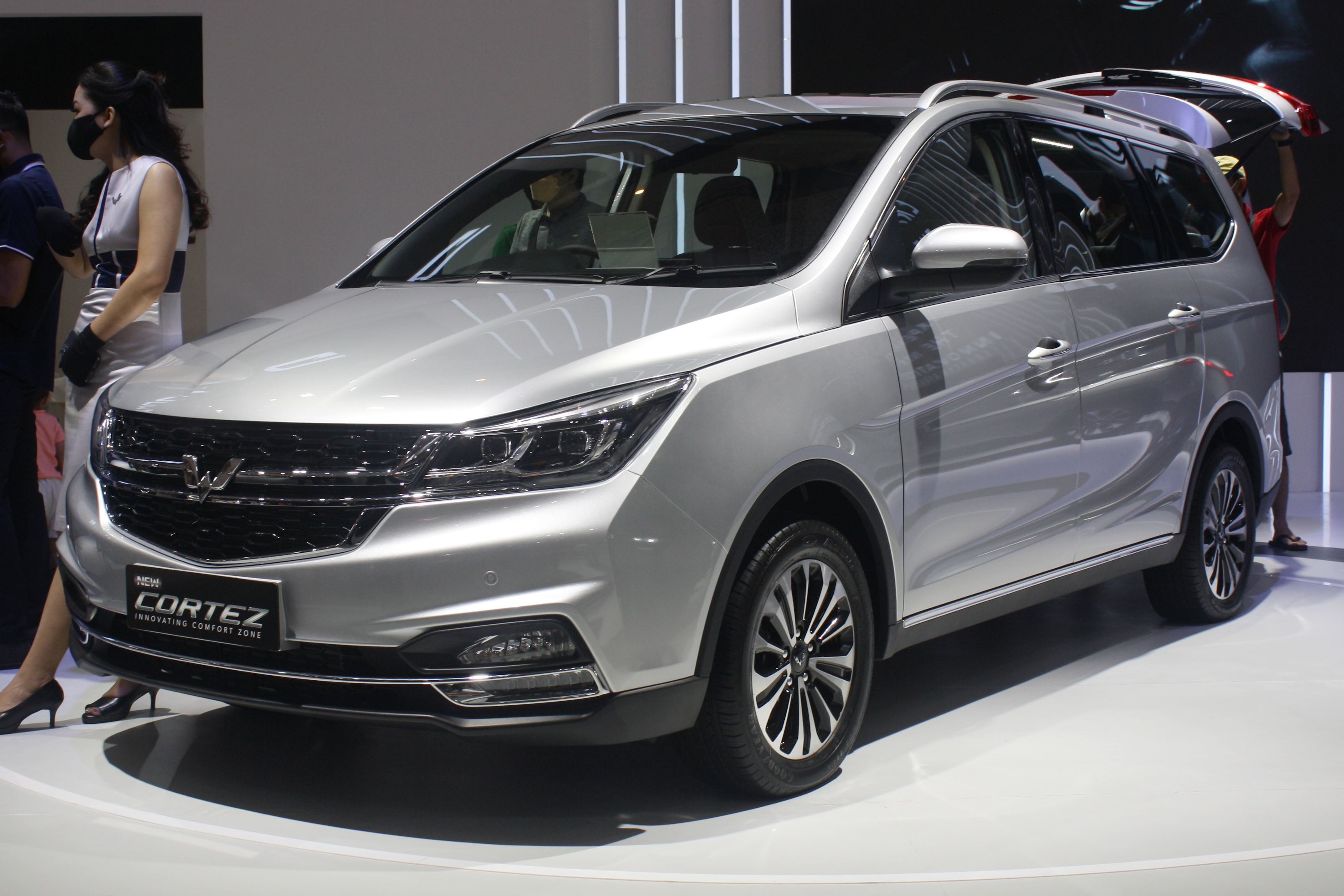
2022 코르테스 EX 1.5T L (인도네시아)
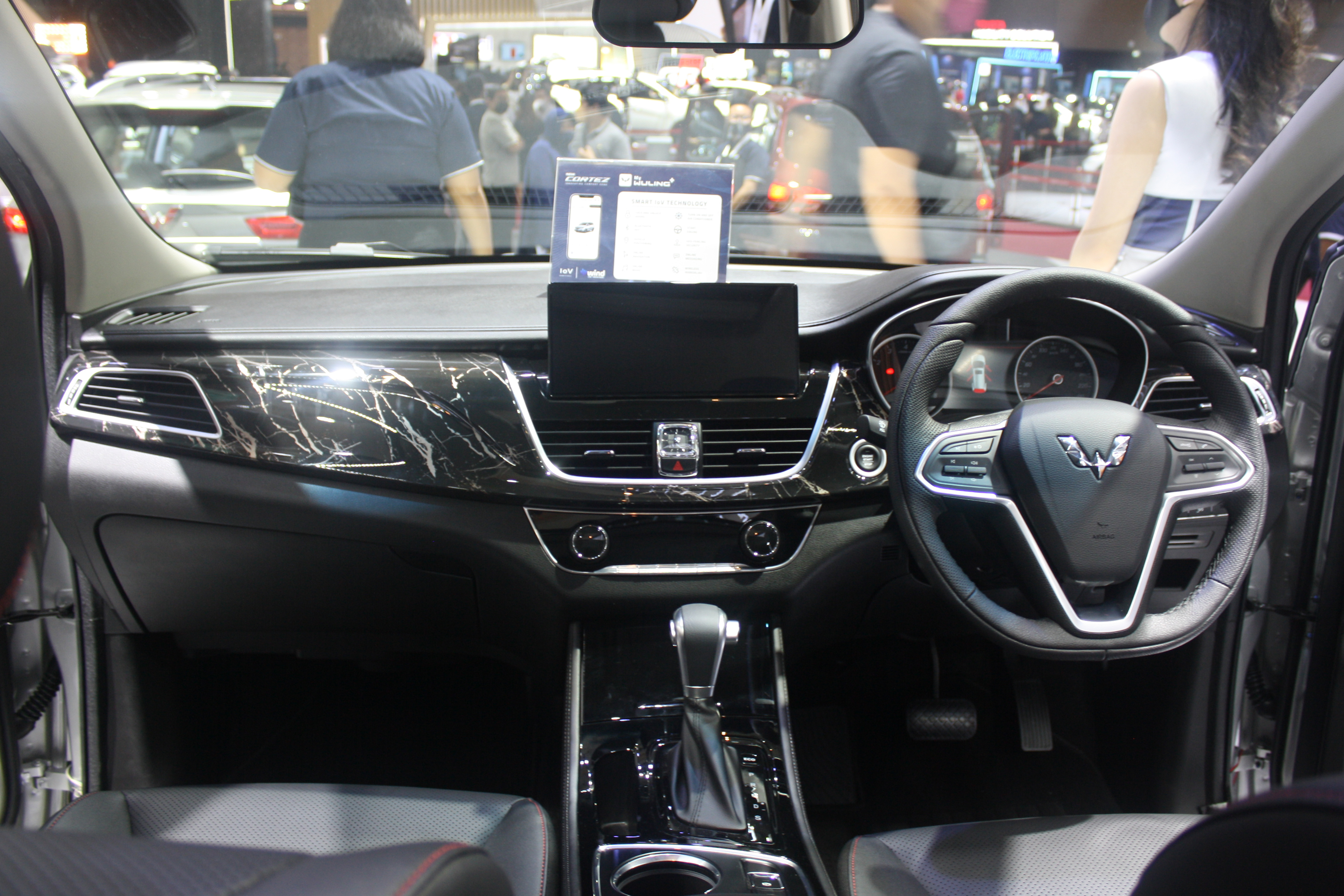
2022 코르테스 EX 내부 (인도네시아)

## 판매
| 연도 | 중국    | 인도네시아 |
| ---- | ------- | ---------- |
| 2014 | 120,089 |            |
| 2015 | 321,069 |            |
| 2016 | 370,169 |            |
| 2017 | 275,277 |            |
| 2018 | 111,507 | 5,857      |
| 2019 | 98,912  | 3,160      |
| 2020 | 50,240  | 5,676      |
| 2021 | 25,625  | 4,423      |
| 2022 | 5,965   | 3,905      |
| 2023 | 41      | 824        |
| 2024 | 3       | 255        |